# Vainqueur du ciel
Pour plus de détails, voir Fiche technique et Distribution.
Vainqueur du ciel (titre original : Reach for the Sky) est un film britannique réalisé par Lewis Gilbert, sorti en 1956.

## Synopsis
L'histoire de Douglas Bader, soldat de l’armée de l’air britannique, qui parvint à surmonter la perte de ses deux jambes pour devenir un pilote de guerre victorieux durant la Seconde Guerre mondiale.

## Fiche technique
- Titre : Vainqueur du ciel
- Titre original : Reach for the Sky
- Réalisation : Lewis Gilbert, assisté de James Hill
- Scénario : Lewis Gilbert et Vernon Harris, d'après le livre de Paul Brickhill
- Images : Jack Asher
- Musique : John Addison
- Décors : Bernard Robinson
- Robes : Julie Harris
- Montage : John Shirley
- Production : Daniel M. Angel et Anthony Nelson Keys, pour Angel Productions
- Pays d'origine : Royaume-Uni
- Format : Noir et Blanc - 1,85:1
- Genre cinématographique : Film de guerre, Film biographique
- Durée : 135 minutes
- Date de sortie : 10 juillet 1956

## Distribution
- Kenneth More : Douglas Bader
- Muriel Pavlow : Thelma Bader
- Lyndon Brook : Johnny Sanderson
- Lee Patterson : Turner
- Alexander Knox : Mr. Joyce
- Dorothy Alison : l’infirmière Brace
- Michael Warre : Harry Day
- Sydney Tafler : Robert Desoutter
- Howard Marion-Crawford : "Woody" Woodhall
- Jack Watling : Peel
- Nigel Green : Streatfield
- Anne Leon : Sœur Thornhill
- Charles Carson : le maréchal en chef Sir Hugh Dowding
- Ronald Adam : le vice-maréchal Leigh-Mallory
- Walter Hudd (en) : le vice-maréchal Halahan
- Basil Appleby : Crowley-Milling
- Philip Stainton : l’agent de police
- Eddie Byrne : le sergent de vol Mills
- Beverley Brooks : Sally
- Michael Ripper : l’adjudant West
- Derek Blomfield : le pilote civil
- Avice Landone : la mère de Douglas Bader
- Eric Pohlmann : l’adjudant-major du camp de prisonniers
- Michael Gough : l’instructeur de vol Pearson
- Harry Locke : Bates
- Sam Kydd : l’adjudant Blake

Et, parmi les acteurs non crédités :
- John Breslin : le cadet Mason
- Peter Burton : Peter
- Paul Carpenter : Hall
- Anton Diffring : l'officier allemand qui capture Bader dans le cottage
- Jack Lambert : Adrian Stoop

## Récompenses
- BAFTA du meilleur film britannique en 1957.